# Trachusa xylocopiformis
Trachusa xylocopiformis är en biart som först beskrevs av Mavromoustakis 1954.  Trachusa xylocopiformis ingår i släktet hartsbin, och familjen buksamlarbin. Inga underarter finns listade i Catalogue of Life.